# 杉浦寅彦
杉浦 寅彦（すぎうら とらひこ、1926年12月8日 - ）は、日本の電気・電子工学者。大阪工業大学名誉教授、電子クラブ名誉顧問。工学博士（大阪大学）。元大阪工業大学短期大学部長・中央研究所計算センター長。
専門は、通信工学・無線工学・電波工学（特にマイクロ波）、信号処理・パターン認識・ファジィ理論。

## 略歴
1948年大阪大学工学部通信工学科卒業。1957年同大学大学院工学研究科博士課程修了、工学博士（大阪大学）。1953年大阪工業大学工学部電気工学科（現：電気電子システム工学科）に着任。1958年同学科教授。その後、新設の電子工学科（現：電子情報システム工学科）教授として異動。1982年同大学図書館長。1987年から1991年まで同大学短期大学部長。1997年大阪工業大学名誉教授。2002年勲三等瑞宝章を受章。
大阪工業大学（工学部・短期大学部）で40年以上の長きに渡り教鞭をとり、大学初期の電気・電子工学研究の育成に貢献し、2015年まで大阪工業大学電子クラブ名誉顧問も務めた。また、大阪工業大学中央研究所計算センター（現：情報センター）長も務め、パターン認識・ファジィ理論の応用研究の推進に貢献した。
主な所属学会は、IEEE、電子情報通信学会、日本ファジィ学会。主な著書は、マイクロ波工学（共著、朝倉出版1976、学術書）、無線工学（共著、共立出版1964、学術書）。

## 主な研究
- マイクロ波ヘテロダイン周波計の設計[8]
- 多重振動姿態空胴帯域濾波器に関する研究
- 1/4波長結合多重振動姿態空胴帯域濾波器[9]
- パターン認識の研究[10]
- ファジィ観測データからの近似的最尤推定に基つ喫判別関数[11]